# Гупало, Василий Павлович
Василий Павлович Гупало (укр. Василь Павлович Гупало; род. 1922 год) — директор совхоза «Глинянский» Золочевского района Львовская область. Герой Социалистического Труда (1966).
С 1955 по 1959 года — председатель колхоза «Победа» Глинянского района. С 1959 по 1966 года — директор совхоза «Глинянский» Золочевского района.
Вывел совхоз «Глинянский» в число передовых сельскохозяйственных предприятий Львовской области. Указом Президиума Верховного Совета СССР от 22 июня 1966 года «за успехи, достигнутые в увеличении производства и заготовок зерновых и кормовых культур» удостоен звания Героя Социалистического Труда с вручением ордена Ленина и золотой медали «Серп и Молот».
С 1966 года — директор совхоза «Винниковский» Пустомытовского района Львовской области.
Избирался делегатом XXIV съезда КПСС.
Награды
- Герой Социалистического Труда
- Орден Ленина — дважды (26.02.1958; 1966)
- Орден Октябрьской Революции